# 伊佐美ノゾミ
伊佐美 ノゾミ（いさみ ノゾミ、3月1日 - ）は、日本の元漫画家・電子書籍編集者。男性。出身地は不明だが、実家は長野県に在る。漫画家時代は主に成人向け漫画の分野で活動していた。

## 経歴
高校を卒業後、専門学校を経て漫画家デビュー。
主に『COMIC阿呍』（ヒット出版社）で連載し、小学生同士の性行為（ロリ物）などを得意としていたが、大人に近い10代後半の少年少女や成人女性の性行為を描くことも稀にあった。
中でも実在の人物で自身の友人でもあるうしじまいい肉を主人公とした漫画『うしじまいい肉』がヒットし、人気漫画家としての地位を確立した。
漫画家を引退した後は漫画界から身を引いて一般企業に就職するつもりでいたが、最終学歴が高卒を経ての専門卒であるため、転職希望していた職種が大卒以上でなければ採用試験にエントリーすることすら出来ないなど、学歴の壁に阻まれて断念。
その後、漫画家時代の実績を買われてDMM.comの関連企業に職を得て会社員を経験した後、現在の株式会社ライドオンに移籍。
ライドオンは電子コミックの企画・編集・制作を行なう企業であり、現在は同社で電子書籍の編集者を務めている。

## 作品リスト
単行本・電子書籍・同人誌として発表している中で判明している物を記載。
アンソロジー書籍については収録先が多岐に亘り、作品の詳細な把握が不可能であるため、割愛する。

### 単行本
全て単巻
1. 『かわいいものは汚したい』 2005年5月発売、ヒット出版社〈セラフィンコミックス〉、ISBN 4-89465-301-X
2. 『挿れていいよ・・・』 2006年9月発売、ヒット出版社〈セラフィンコミックス〉、ISBN 4-89465-342-7
3. 『少女の胸がふくらむ時』 2007年7月発売、ヒット出版社〈セラフィンコミックス〉、ISBN 978-4-89465-364-1
4. 『ちんかも!』 2008年8月発売、ヒット出版社〈セラフィンコミックス〉、ISBN 978-4-89465-405-1
5. 『少女穴リスト』[4] 2009年5月発売、ヒット出版社〈セラフィンコミックス〉、ISBN 978-4-89465-439-6
6. 『うしじまいい肉』 2011年9月30日発売[5]、ヒット出版社〈セラフィンコミックス〉、ISBN 978-4-89465-530-0
7. 『マチュリティ』 2012年7月6日発売[6]、ヒット出版社〈セラフィンコミックス〉、ISBN 978-4-89465-562-1 ※「伊佐美・F・ノゾミ」名義[注 1]
8. 『幼形成熟』2012年7月6日発売[7]、ヒット出版社〈セラフィンコミックス〉、ISBN 978-4-89465-561-4 ※「伊佐美ノゾミⒶ」名義[注 2]
9. 『兄妹肉体交換 - あにとリプレイス -』 2014年8月22日発売[8]、ヒット出版社〈セラフィンコミックス〉、ISBN 978-4-89465-640-6

### 電子書籍
全て複数巻
- 『兄妹肉体交換 ～ 女になった僕は何度もイカされ続けて・・・ ～』 全6巻
- 『うしじまいい肉 ～ 実在するコスプレイヤーの裏事情 ～』 全7巻
- 『家出少女とワケあり同居性活 ～ 連日連夜のセックス三昧！ ～』 全2巻 - 『マチュリティ』に収録された作品「ターニングポイント（前後編）」をフルカラー化したもの。同人版もあり。
- 『性的成熟 ～ 大人だからナカでもいいよね？ ～』 全13巻

### 同人誌
全て単巻
- 『淫猥の・・・処女喪失』
- 『ハメどる混沌！』
- 『天勃つ』
- 『MY ANGEL』 ※「isami nozomi」名義
- 『ソングバード』
- 『二重奏DUET』

## 備考
- 「伊佐美ノゾミ」はペンネームであるが、女性のような名前であるため、書籍のあとがき欄などでは自分を女性キャラクターとして描いていた。
- 出身地は公表されていないので不明[注 3]。
- ペンネームの苗字「伊佐美」に因んで鹿児島県伊佐市にある酒造メーカー、甲斐商店の製造する芋焼酎『伊佐美』のラベルを単行本のカバーに描いたことがある。この件について、伊佐美が甲斐商店にラベルの使用許可を得たかどうかは不明。